# Нетания
Нета́ния (также Нета́нья или Ната́нья; ивр. נְתַנְיָה‎) — город в Израиле, на берегу Средиземного моря, 7-й по численности населения город в стране (243 108 человек в 2024).
Город расположен на израильской средиземноморской прибрежной равнине, в центральной части долины Шарон, примерно в 30 км к северу от Тель-Авива и в 56 км к югу от Хайфы. Крупный туристический центр, известен чистыми пляжами (9 пляжей общей протяжённостью 14 км), современными рекреационными сооружениями и отелями.
Город растянулся вдоль моря и по длине пляжной зоны превосходит другие города Израиля, включая Тель-Авив. В прошлом крупный центр цитрусоводства и один из крупнейших центров мощной алмазной индустрии страны.

## История
Территория Нетании была обитаема с древних времён. В городе есть памятники раннего и классического Средневековья. Самые известные из них, это мозаика пола византийской церкви VI—VII веков из Кирьят-Нордау (ныне один из южных районов Нетании) и два замка XII века: замок Роджера Ломбардского и замок крестоносцев Какун (Qaqun). 15 марта 1799 года здесь произошло сражение Наполеоновской армии с силами Османской империи, в котором Наполеон победил. Отсюда армия Наполеона двинулась на Осаду Акры.
Современная Нетания была основана на реке Полег ассоциацией еврейских фермеров «Бней Биньямин» в 1929 году. Город назван в честь сионистского деятеля и филантропа, американского промышленника Натана Штрауса (1848—1931), который пожертвовал крупную сумму на основание и развитие нового поселения. Земля под застройку города была официально выкуплена у арабского шейха Хамдана за 5600 лир в 1928 году. Средства на выкуп земли и строительство города были собраны журналистом Итамаром Бен-Ави и предпринимателем Оведом Бен-Ами, который стал первым мэром города.
Изначально Нетания была сельскохозяйственным поселением — мошав, 2 октября 1932 года получила официальный статус деревни, 3 декабря 1948 года — города.
В 1930 году был открыт первый детский сад, а в 1931 — первая школа. В переписи населения 1931 года было зафиксировано, что в Нетании проживало 253 человека. В 1934 году пассажирское судно Алия Бет доставило 350 новых иммигрантов на берег Нетании, а к 1939 году за ним последовало ещё более семнадцати судов. В 1934 году открылась фабрика Primazon, производившая фруктовые и овощные консервы. Была создана промышленная зона, построены первая синагога. В 1939 году Ашер Даскаль и Цви Розенберг открыли первый завод по полировке алмазов.

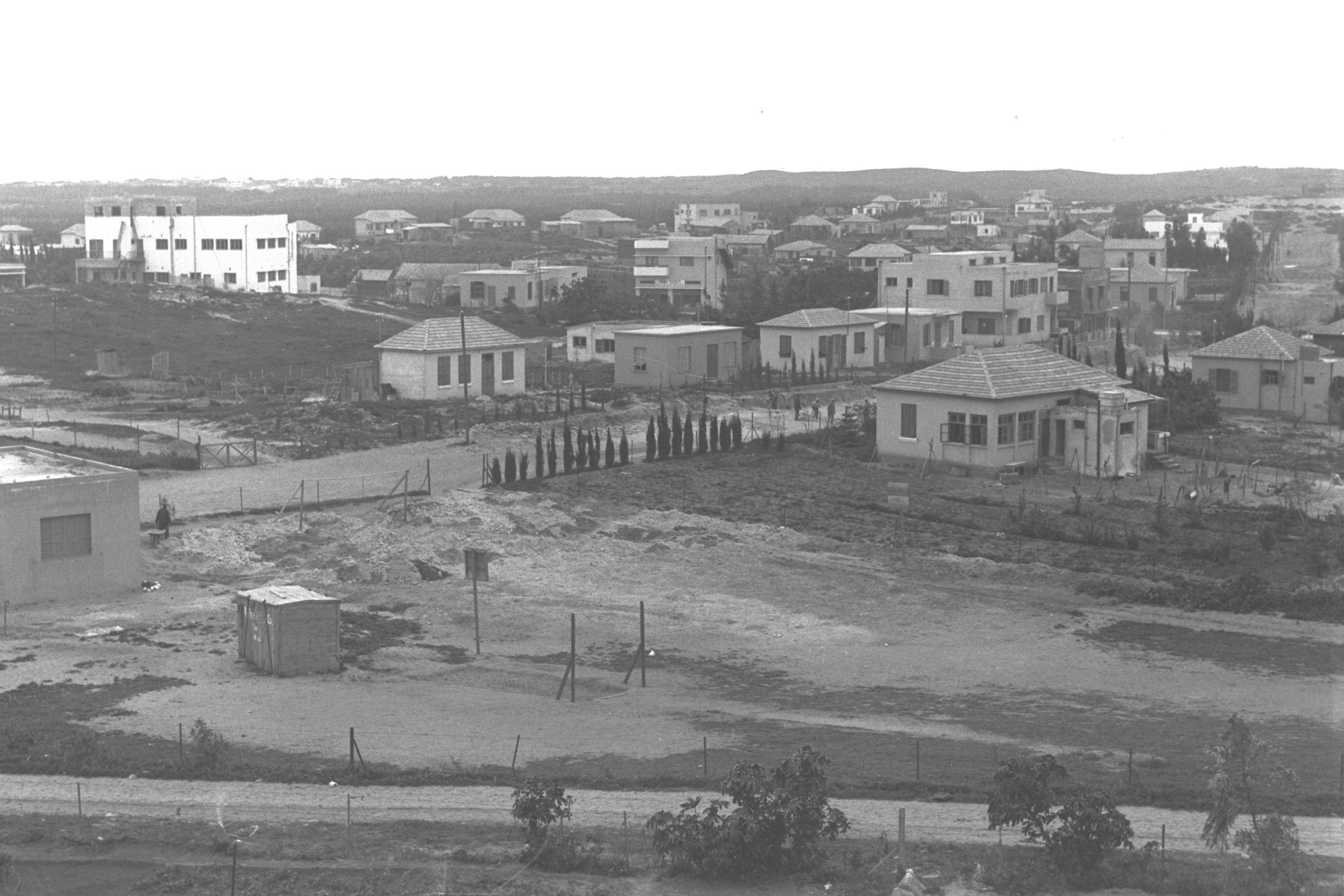
Нетания в 1936 г.

3 декабря 1948 года Нетания была объявлена городом в новом Государстве Израиль. В это время население Нетании составляло 11 600 человек.
В 1953 году была открыта Железнодорожная станция.
В ходе «шестидневной войны» город был обстрелян иорданской артиллерией и подвергнут бомбардировке одиночным иракским самолётом. Во время «второй интифады» в городе произошло несколько террористических атак, в том числе теракт в отеле «Парк».
В 1990-х и 2000-х годах в Нетании обосновалось большое количество иммигрантов из бывшего Советского Союза и Франции, что значительно увеличило население города и привело к масштабному жилищному строительству.
Современная Нетания — это известный и процветающий курорт. В городе имеется 11 гостиниц, 9 пляжей общей протяженностью 13,5 км. Пляжи Нетании несколько лет подряд получали знак отличия «Голубой флаг», подтверждающий соответствие критериям в отношении окружающей среды и социальной ответственности.

## Население
На 2024 год в Нетании проживает 243 108 человек по данным Центрального статистического бюро. Плотность населения города составляет 7 115 человек на квадратный километр. Ожидается, что к 2035 году численность населения составит более 320 000 человек.
Более 25 % населения (около 60 000 жителей) Нетании являются русскоязычными выходцами из стран бывшего Советского Союза. В 2022 году репатриант Борис Цирульник был назначем вице-мэром Нетании как представитель русскоязычной общины.
Нетания — город с самым большим количеством эфиопских евреев в стране (11 200 жителей, составляющих 5,5 % населения города). Кроме того, в городе проживает самое большое в Израиле количество французских экспатриантов численностью около 6000 человек.
Среднемесячная заработная плата работника в годовом исчислении на конец 2019 года составила 8391 шекель (2 220 долларов США).

## Экономика и транспорт
В Нетании расположены две крупные промышленные зоны (старая и новая), известная IT-компания Ceedo, а также крупнейшая по объёмам производства в Израиле пивоварня Tempo Beer Industries. На юге города находится первый филиал IKEA в Израиле.

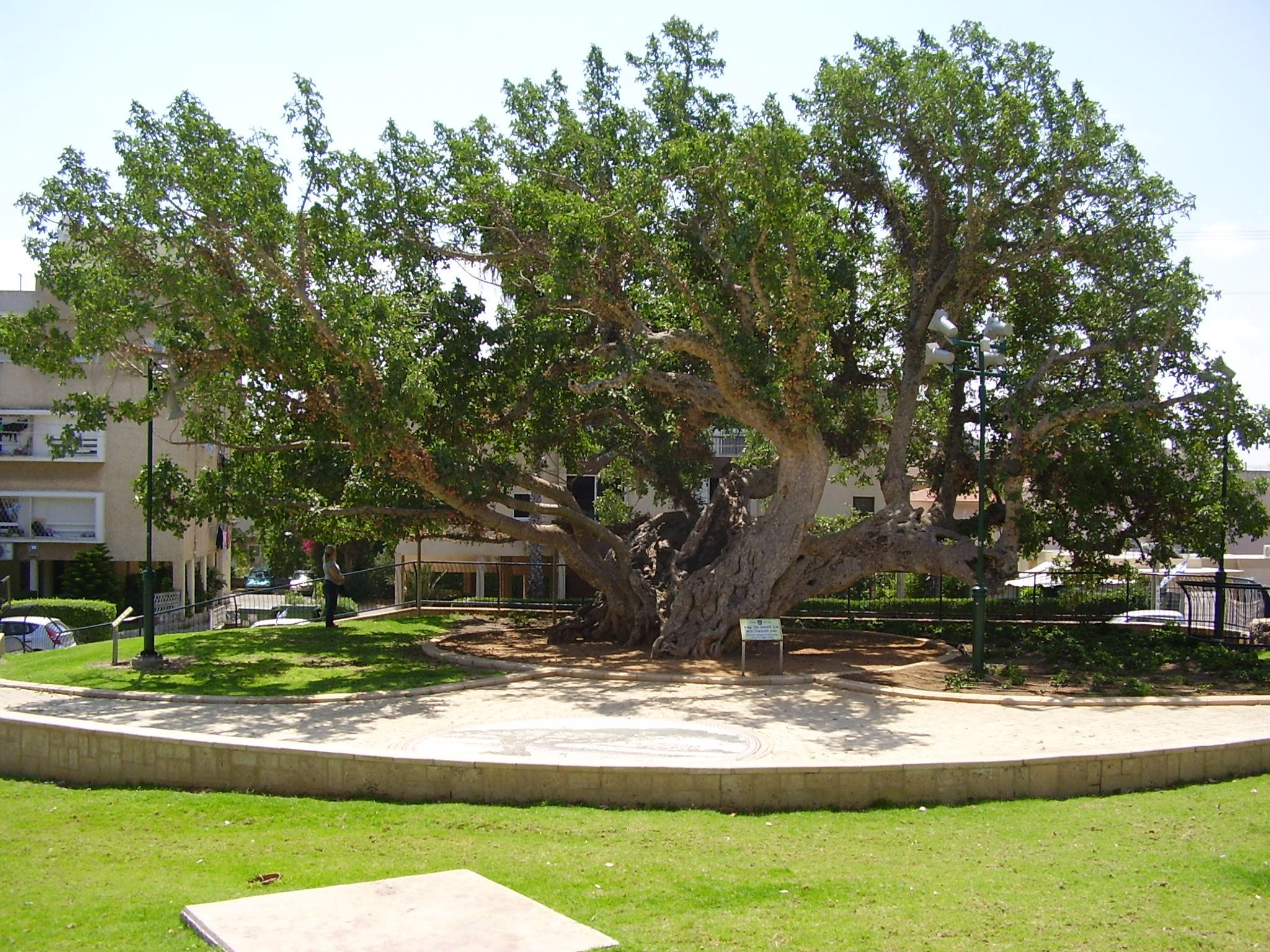
Дерево-сикомор в Нетании, его возраст, по разным оценкам, от 600 до 1200 лет. Это старейший сикомор в Израиле и одно из древнейших деревьев в стране.

В городе имеется железнодорожная станция и развито внутригородское и межгородское автобусное движение. Через город проходит скоростное шоссе № 2 (Хайфа — Тель-Авив)
Нетания — один из крупнейших ближневосточных курортов. В 2022 году Нетанию посетили 72 300 иностранных туристов. Средним показателем доковидного периода было 120—140 тысяч иностранных туристов в год.

## Социальная сфера, культура и достопримечательности
В городе 212 детских садов, 45 начальных и 18 средних школ. По данным муниципалитета Нетании, в городе ежегодно учатся более 30 тысяч учащихся.

### Музеи и достопримечательности
- «Городской музей Нетании — Центр истории города» расположен на улице Макдональд, 3. В музее проходят временные выставки по истории города. В музее есть комната, которая реконструирует кабинет первого мэра Оведа Бен-Ами с оригинальной мебелью и экспонатами;
- Музей «Дом-музей» расположен по адресу: улица Соколова, 17, где расположен колодец, выкопанный в 1927 году, который использовался для орошения фермерских садов. В музее работает восстановленный водяной насос скважины и бытовые экспонаты первых дней существования Нетании.
- Музей «Бейт Хагдудим» («Еврейского Легиона»);
- Музей «Пнинат Шивтей Исраэль» («Жемчужина Колен Израилевых»);
- Музей археологии, природы и искусства;
- Муниципальная галерея;
- Культурный центр Нетании;
- Центр еврейского наследия в Йемене;

В Нетании находится природный заповедник Полег и природный парк Irises Dora Rainpool, содержащий самую большую в мире популяцию ириса атропурпуреа.
25 июня 2012 года в Нетании был открыт первый в Израиле общегосударственный мемориал, посвящённый победе Советской армии во Второй мировой войне. Это был межправительственный проект, авторами инициативы являлись премьер-министры РФ и Израиля — Владимир Путин и Биньямин Нетаньяху.
В городе расположен главный филиал Центральной библиотеки для слепых и людей с нарушениями чтения. Кроме того, имеется множество художественных галерей и располагается городской камерный оркестр под руководством Кристиана Линдберга.

### Госпиталь «Ланиадо»

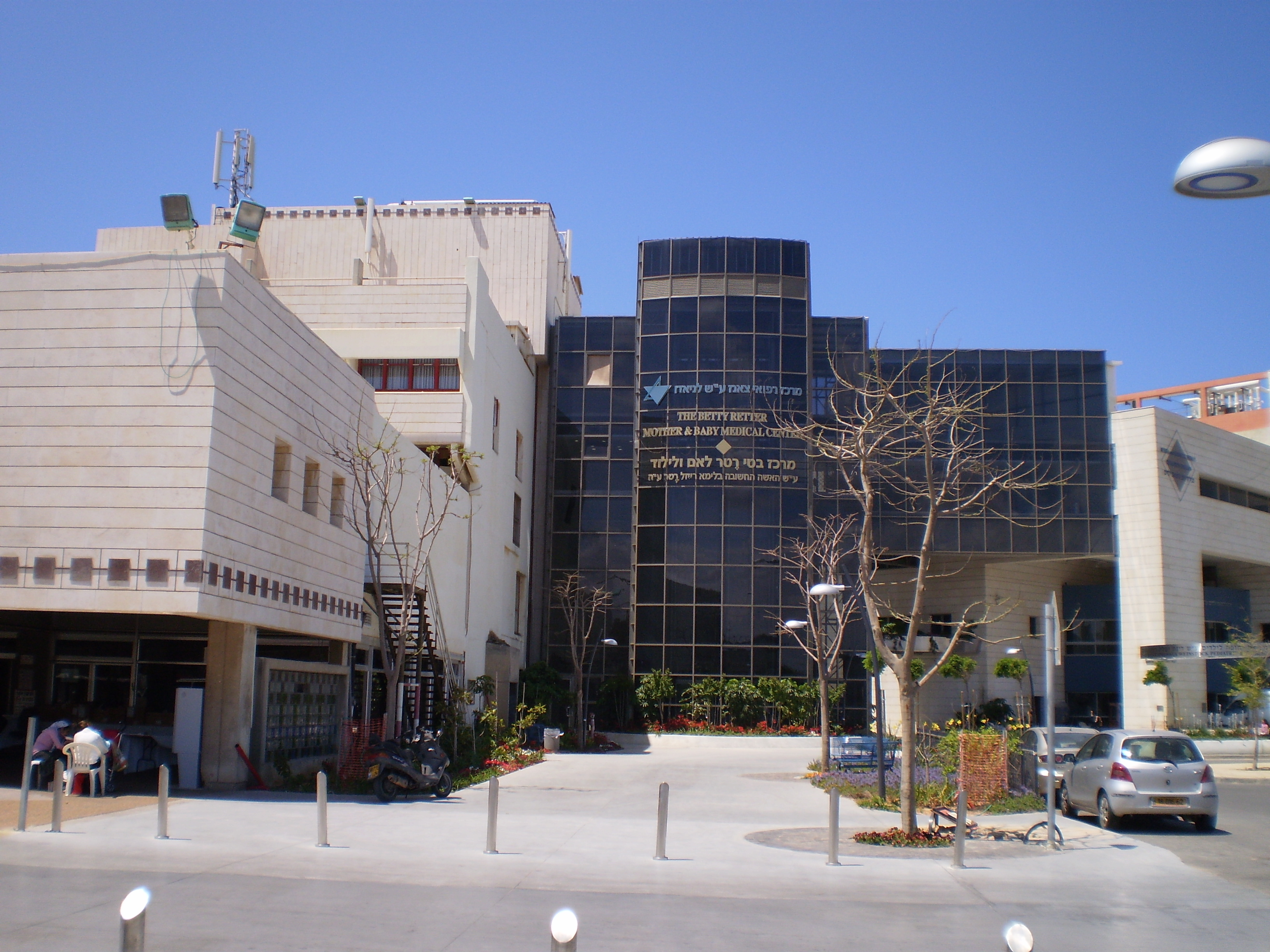
Больница «Ланиадо»

В Нетании находится госпиталь «Ланиадо», некоммерческая больница, расположенная в районе Кирьят-Санз. Это один из крупнейших и ключевых медицинских комплексов в Израиле, открытый в 1975 году. Ланиадо принимает для лечения людей со всей планеты. Здесь ведутся исследования по работе со стволовыми клетками, а также поиск вакцин от разного рода заболеваний, лекарства от диабета. Специалисты из гематологического, неврологического и инфекционного отделений открыли первую вакцину от вируса Западного Нила.

## Спорт

#### Футбол

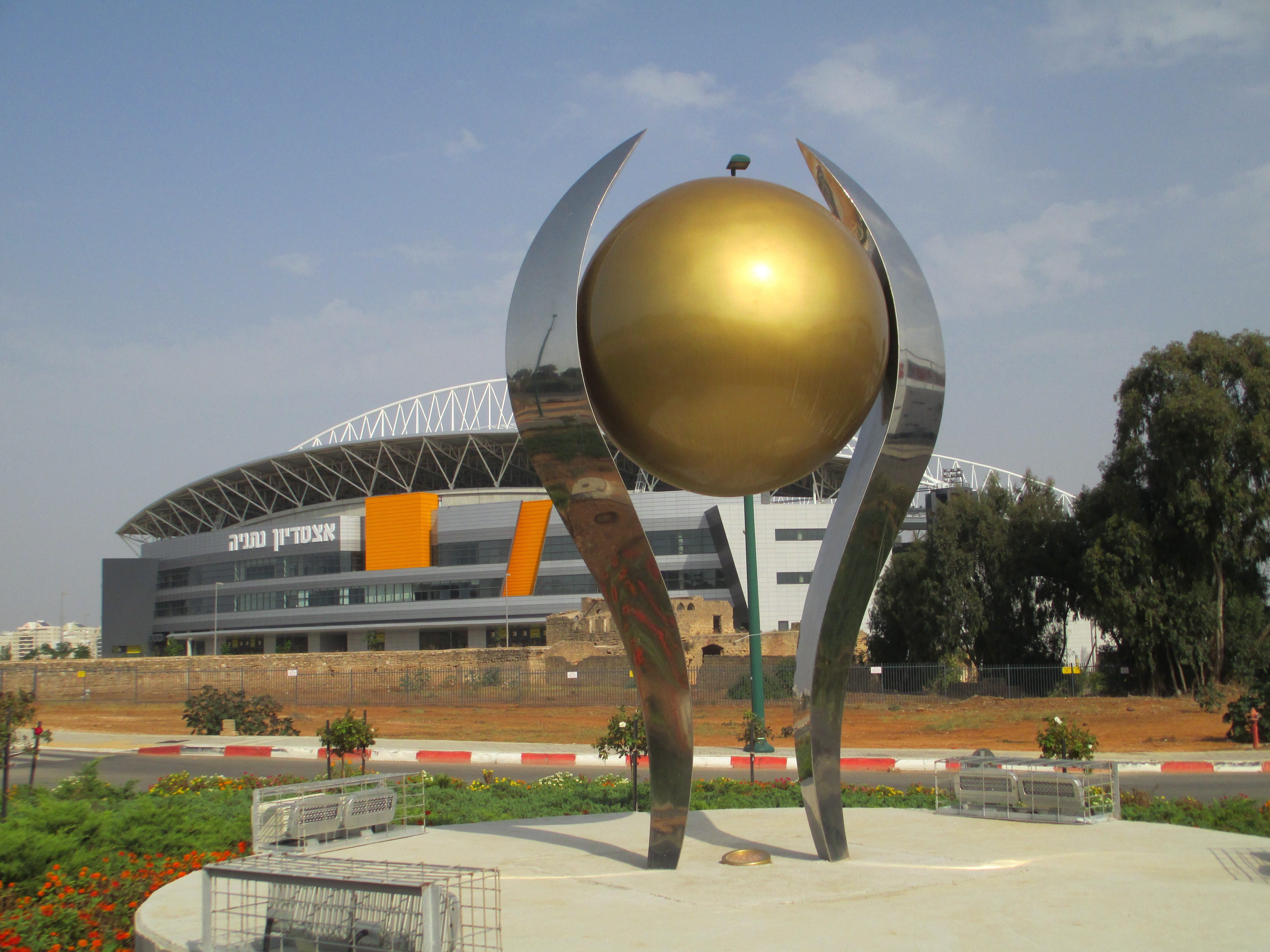
Вид на футбольный стадион

В 2012 году в Нетании открыт футбольный стадион на 13 610 мест. Первый матч на стадионе состоялся 6 февраля 2013 года. Сборная Израиля по футболу принимала сборную Финляндии и выиграла матч со счетом 2:1.
На стадионе выступает местный футбольный клуб «Маккаби» Нетания, участник Премьер-лиги Израиля, основанный в 1934 году. Этот клуб — один из старейших в Израиле, провёл 49 сезонов в Высшей лиге Израиля по футболу.

#### Баскетбол
В баскетболе город представляет команда Элицур, чемпион Израиля 2009 года.

#### Боевые искусства
В Нетании открыта Академия им. Ими Лихтенфельда, израильского мастера боевых искусств, основателя рукопашного боя «крав-мага». Это разработанная в Израиле военная система рукопашного боя, делающая акцент на быстрой нейтрализации угрозы жизни. Основатель системы Ими Лихтенфельд жил и преподавал в Нетании в конце жизни.

#### Водные виды спорта

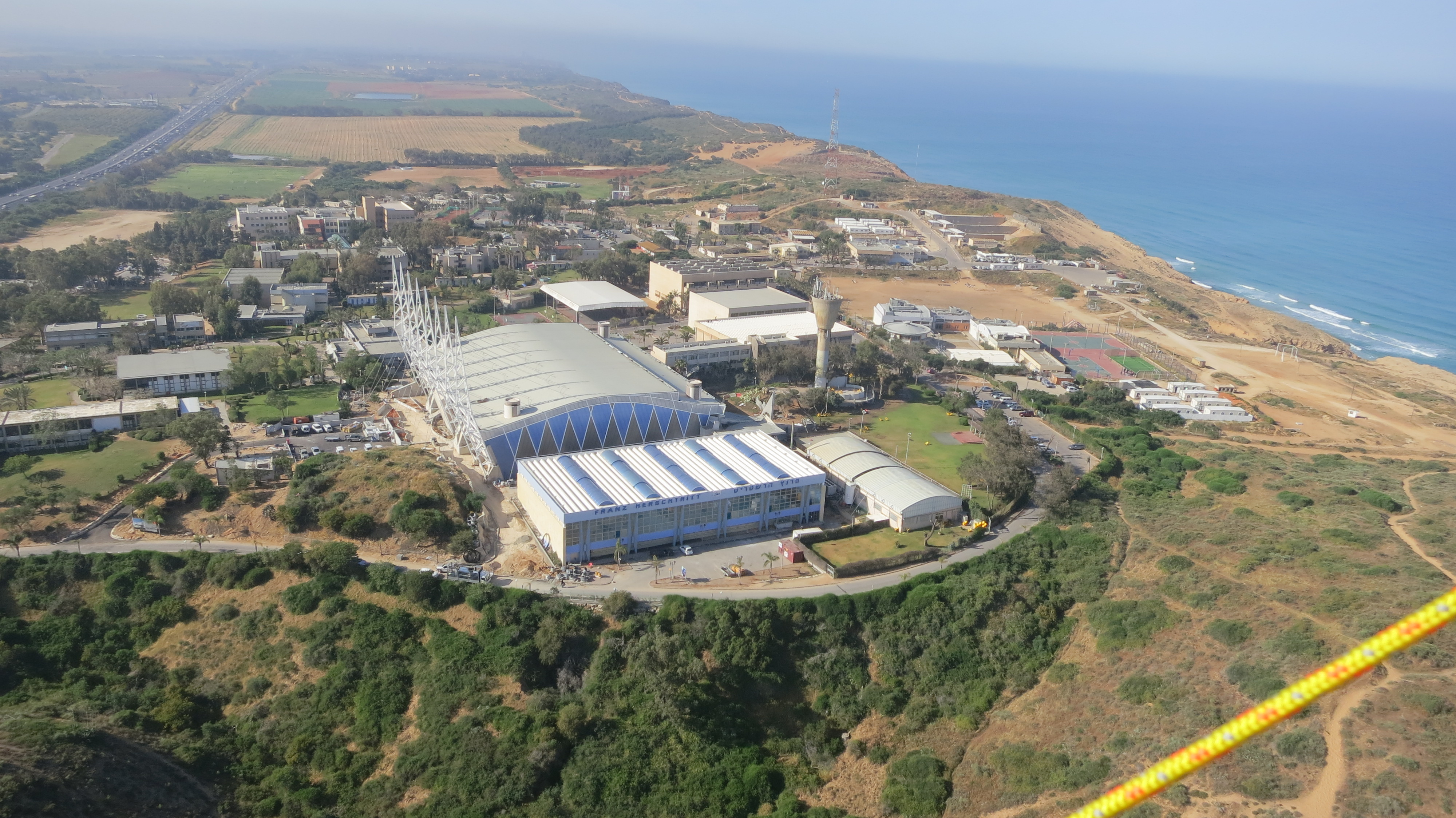
Институт Вингейта

В 2015 году в Нетании прошел 22-й чемпионат Европы по плаванию на короткой воде. Золото в дисциплине «50 метров вольным стилем» завоевал российский спортсмен Евгений Седов, другой российский пловец Сергей Фесиков выиграл дисциплину «комплексное плавание на 100 метров». Израильский спортсмен, уроженец Челябинска, Яков Тумаркин стал вторым в дисциплине «200 метров на спине».
Соревнования проходили в бассейне Института им. Вингейта — национальном институте физической культуры и спорта, построенном в Нетании в 1957 году. Новый комплекс Института Вингейта включает в себя олимпийский бассейн с 10 дорожками и глубиной 3 метра, оснащенный новейшими встроенными системами фильтрации, 8-дорожечный бассейн длиной 50 метров и 6-дорожечный бассейн длиной 25 метров.
В 2021 году в городе прошёл чемпионат мира по водному поло среди юниоров, который выиграла сборная Испании.

#### Ледовые виды спорта

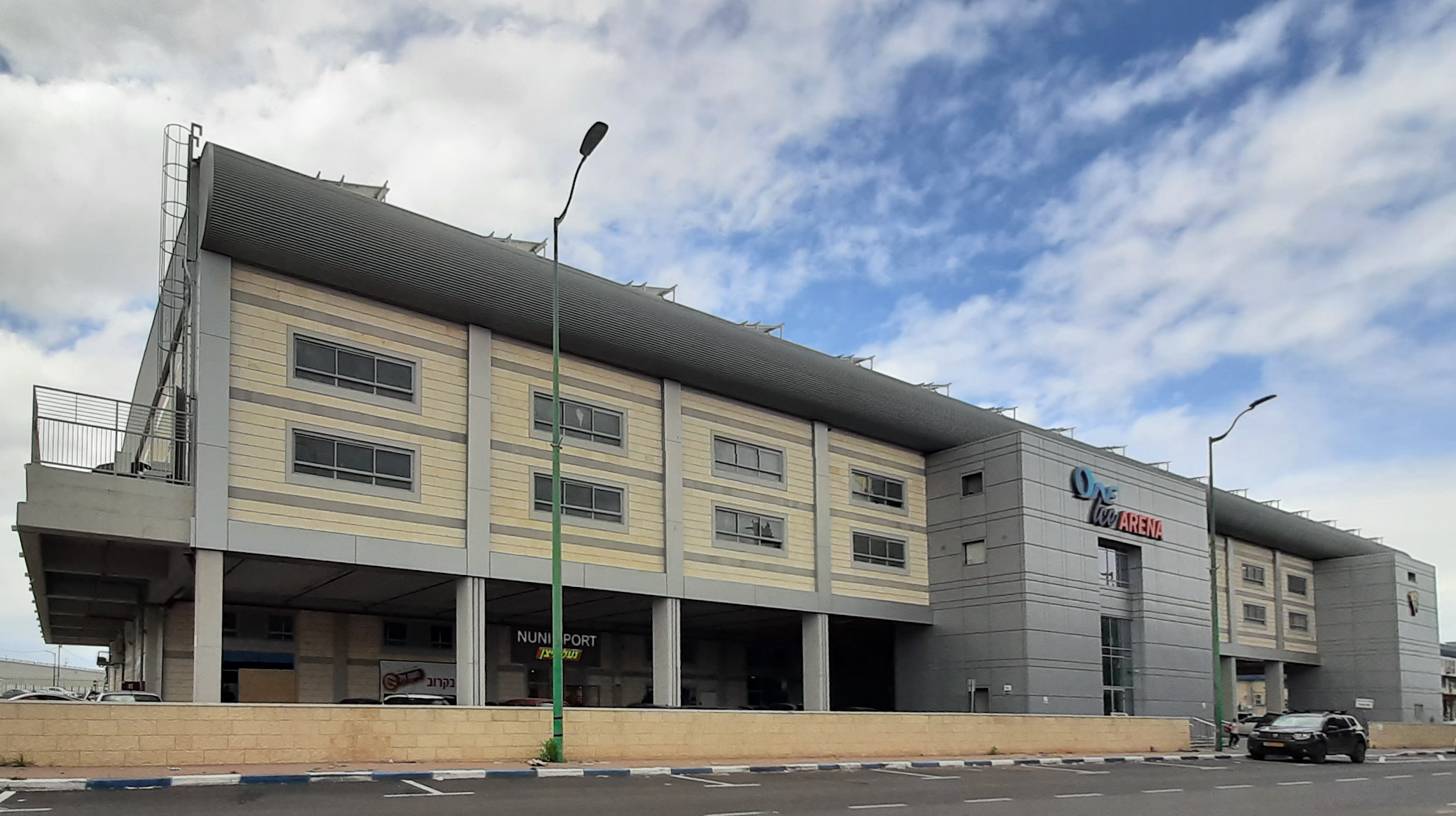
Ледовый дворец OneIce арена

В 10 км от Нетании в поселке Тнувот находится ледовый дворец «OneIce арена». Здесь регулярно проходит Чемпионат Израиля по фигурному катанию, здесь тренировались известные фигуристы Адель Танкова, серебряный призёр чемпионата Европы Алексей Быченко.
На Арене проводятся игры Израильской хоккейной лиги. С 2021 года здесь выступает местная хоккейная команда «Нетания Фрогс», участник 3-го дивизиона Израильской хоккейной лиги.

## Города-побратимы
- Австралия, Голд-Кост
- Великобритания, Борнмут
- Венгрия, Шиофок
- Германия, Гиссен
- Германия, Дортмунд
- Италия, Комо
- Канада, Ричмонд-Хилл
- Норвегия, Ставангер
- Польша, Новый Сонч[46]
- Россия, Геленджик[47]
- Россия, Санкт-Петербург[48]
- Румыния, Яссы
- США, Санни-Айлз-Бич[49][50]
- Франция, Ницца
- Франция, Сарсель
- Украина, Черновцы
- Чехия, Подебрады

## Галерея

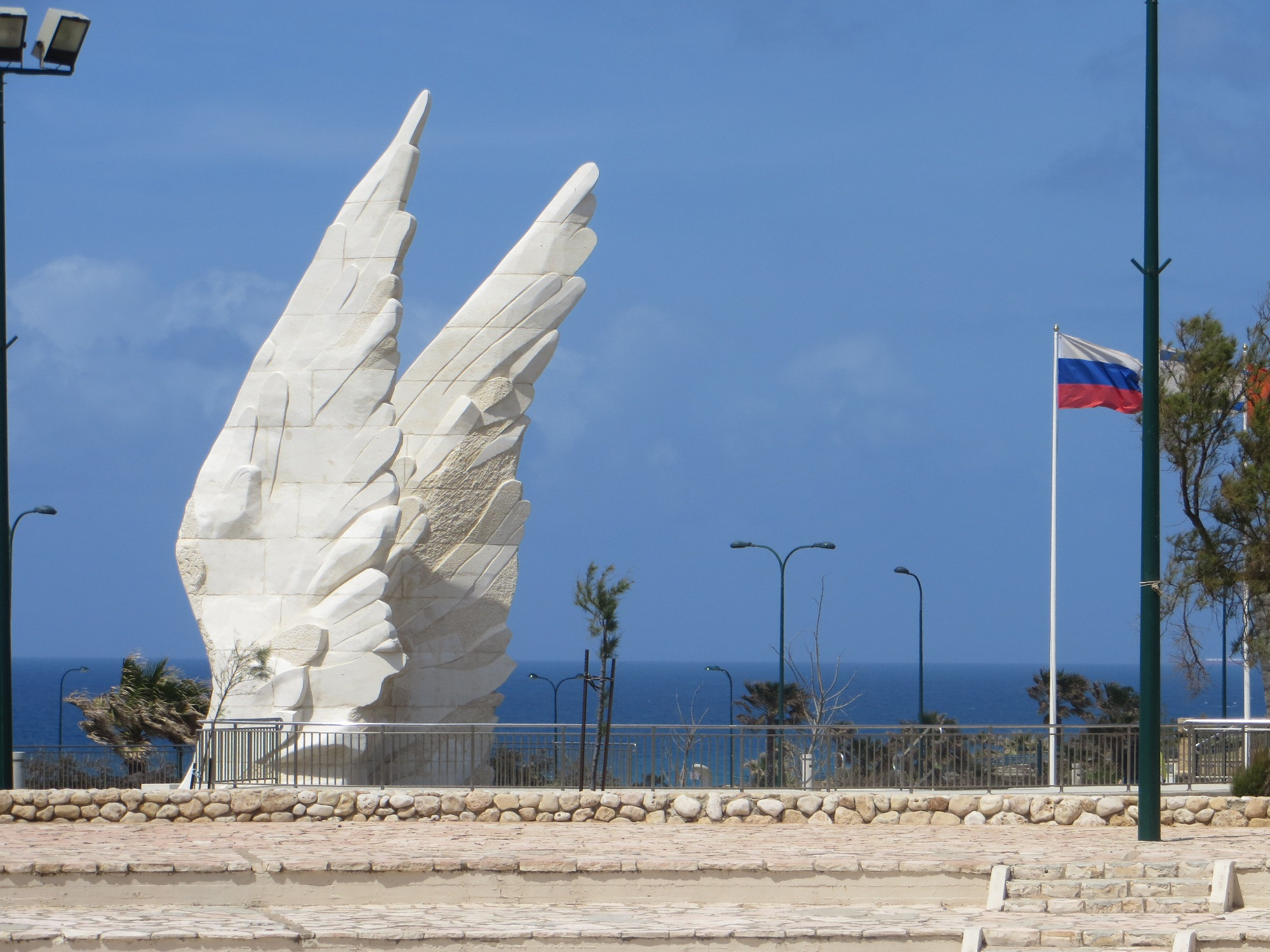
Памятник Победы, посвящённый подвигу Советской Армии во 2-й Мировой войне
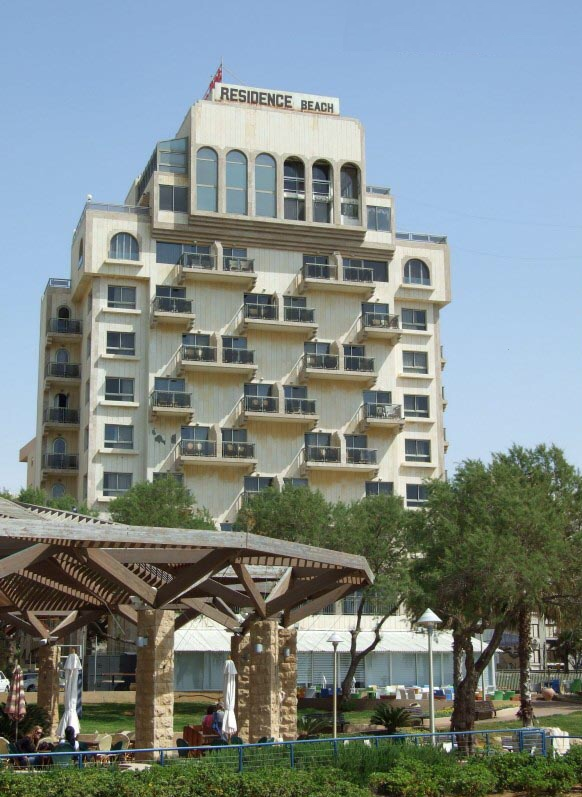
Residence Park Hotel
«Парк Отель»
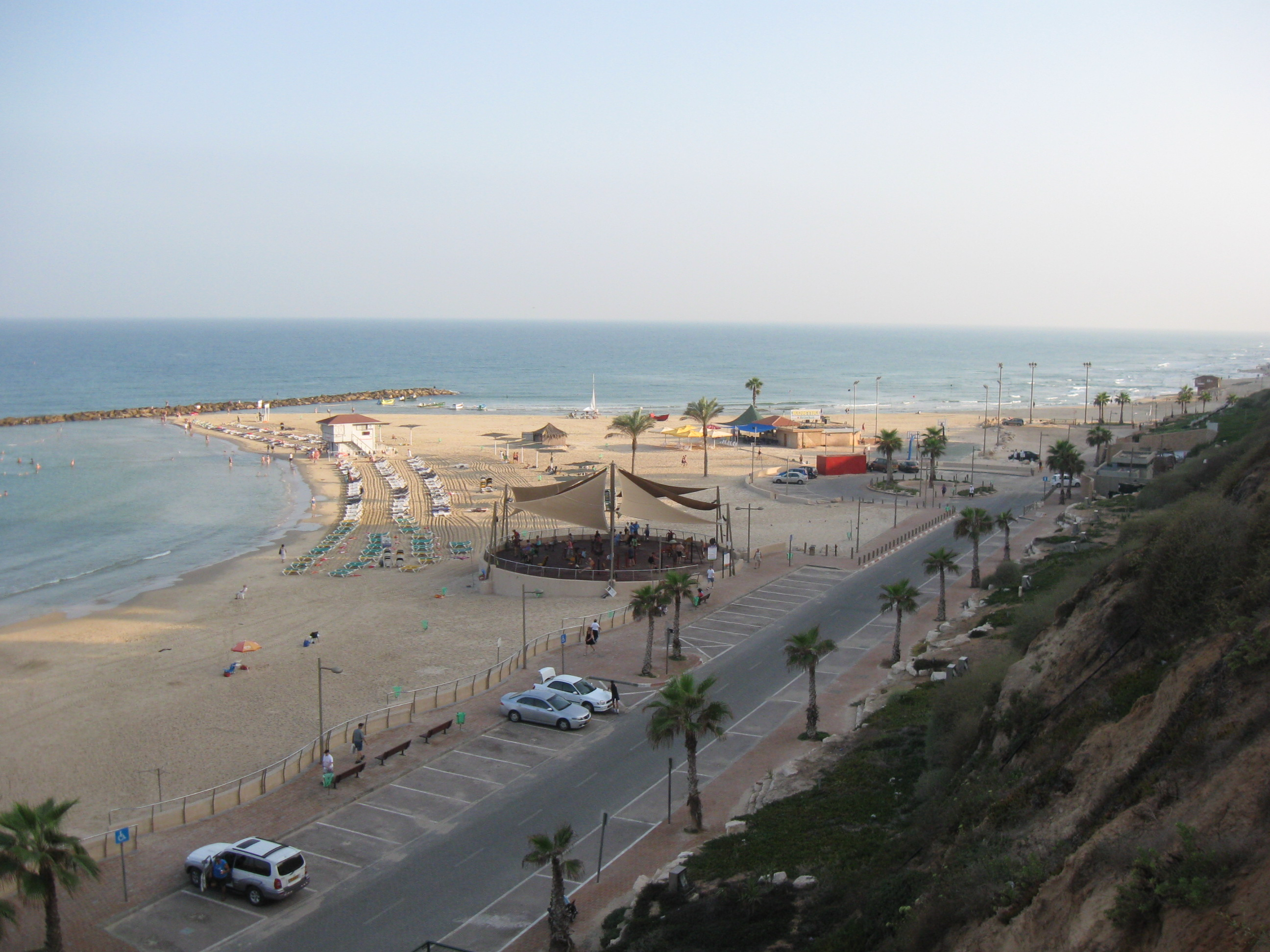
Городской пляж
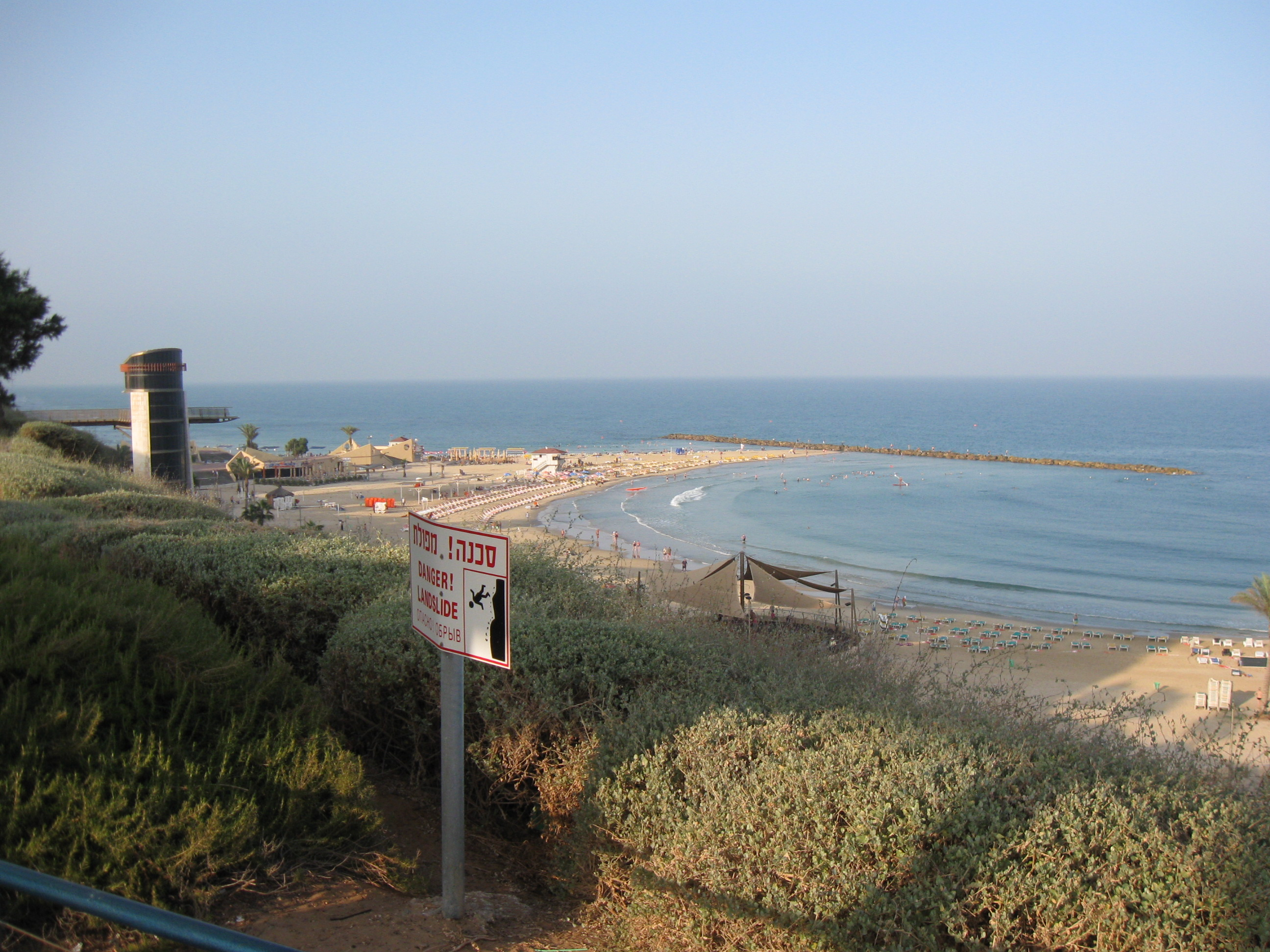
Морское побережье города
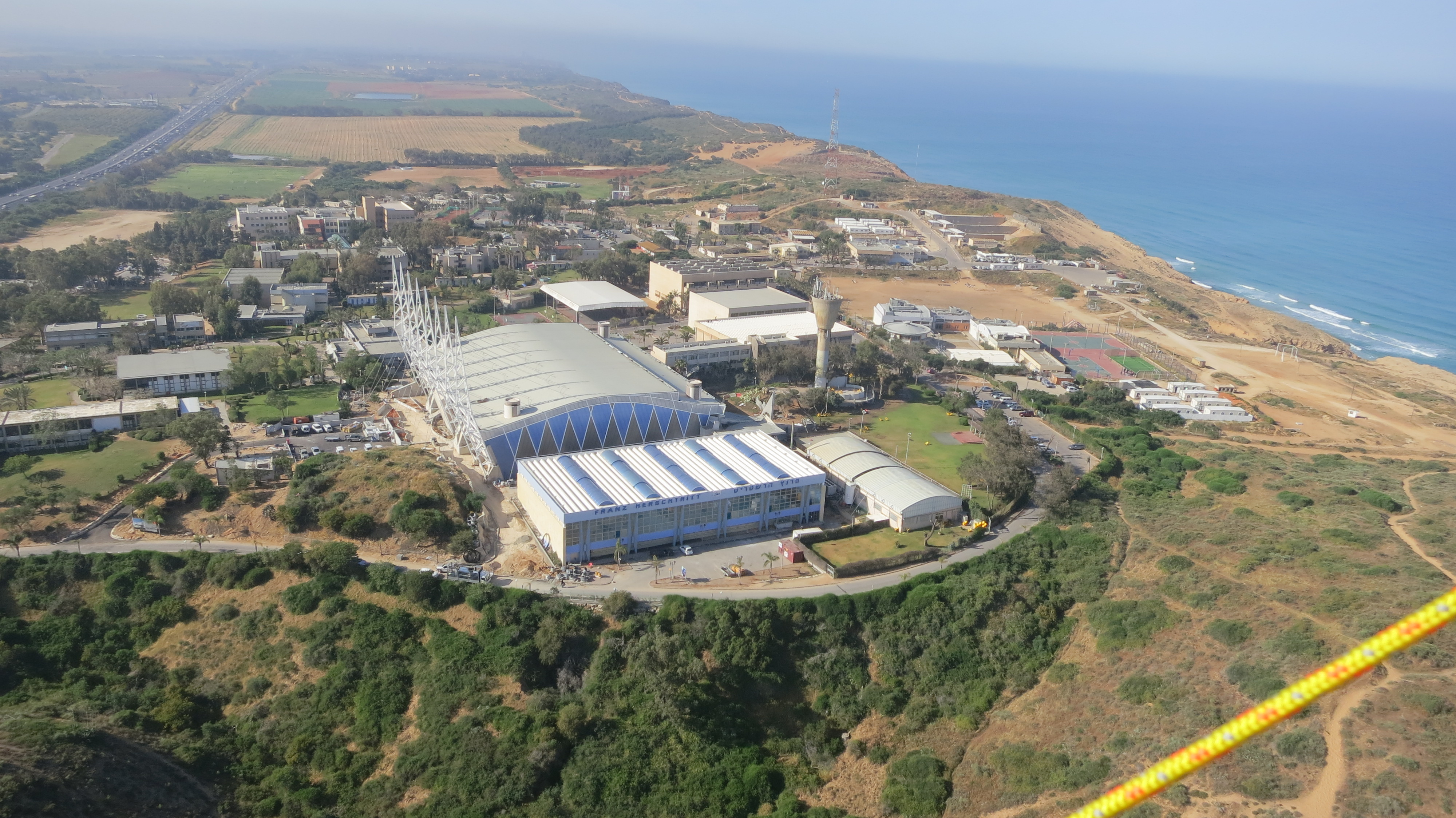
Институт имени Вингейта
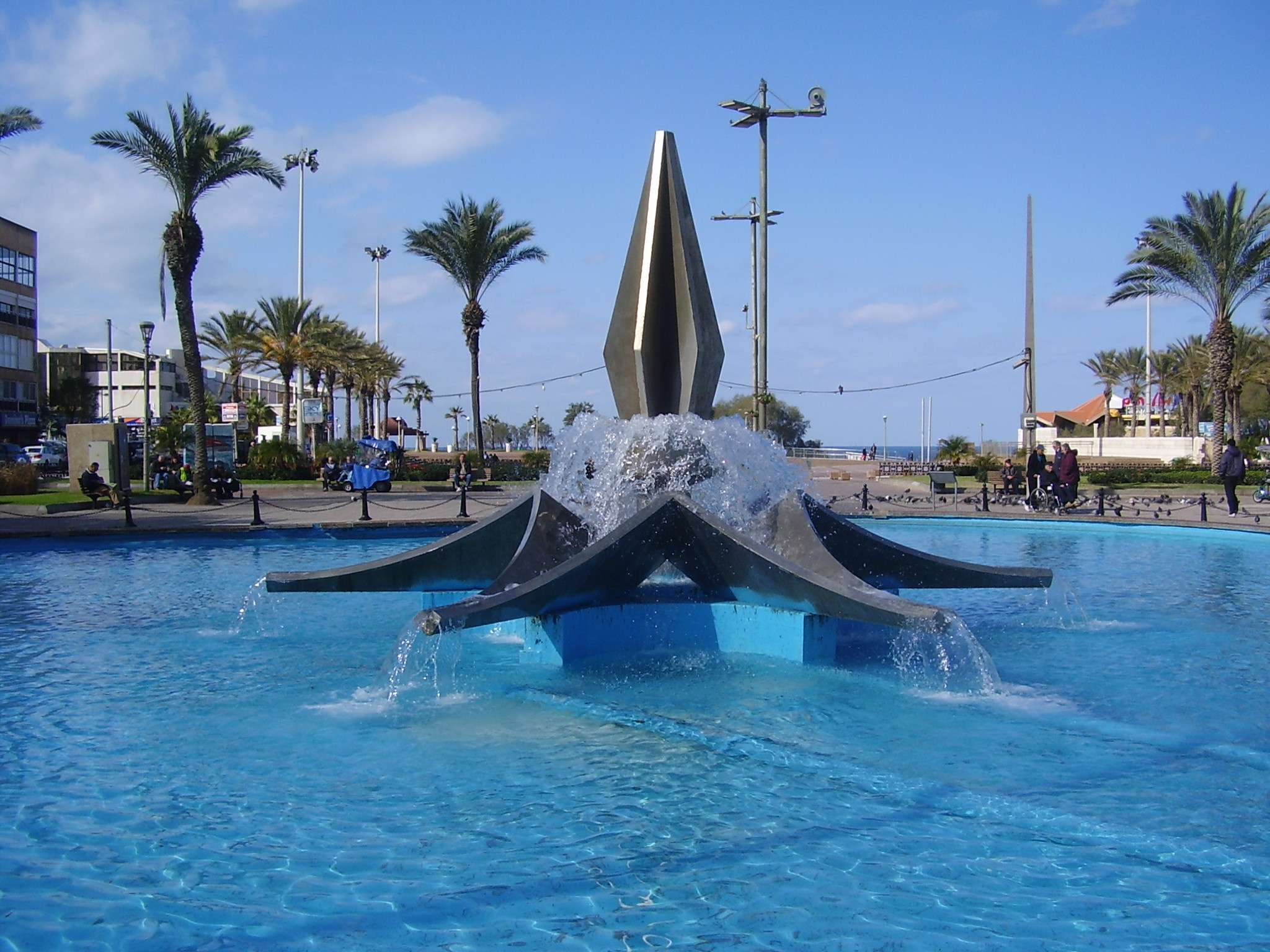
Фонтан на площади Независимости
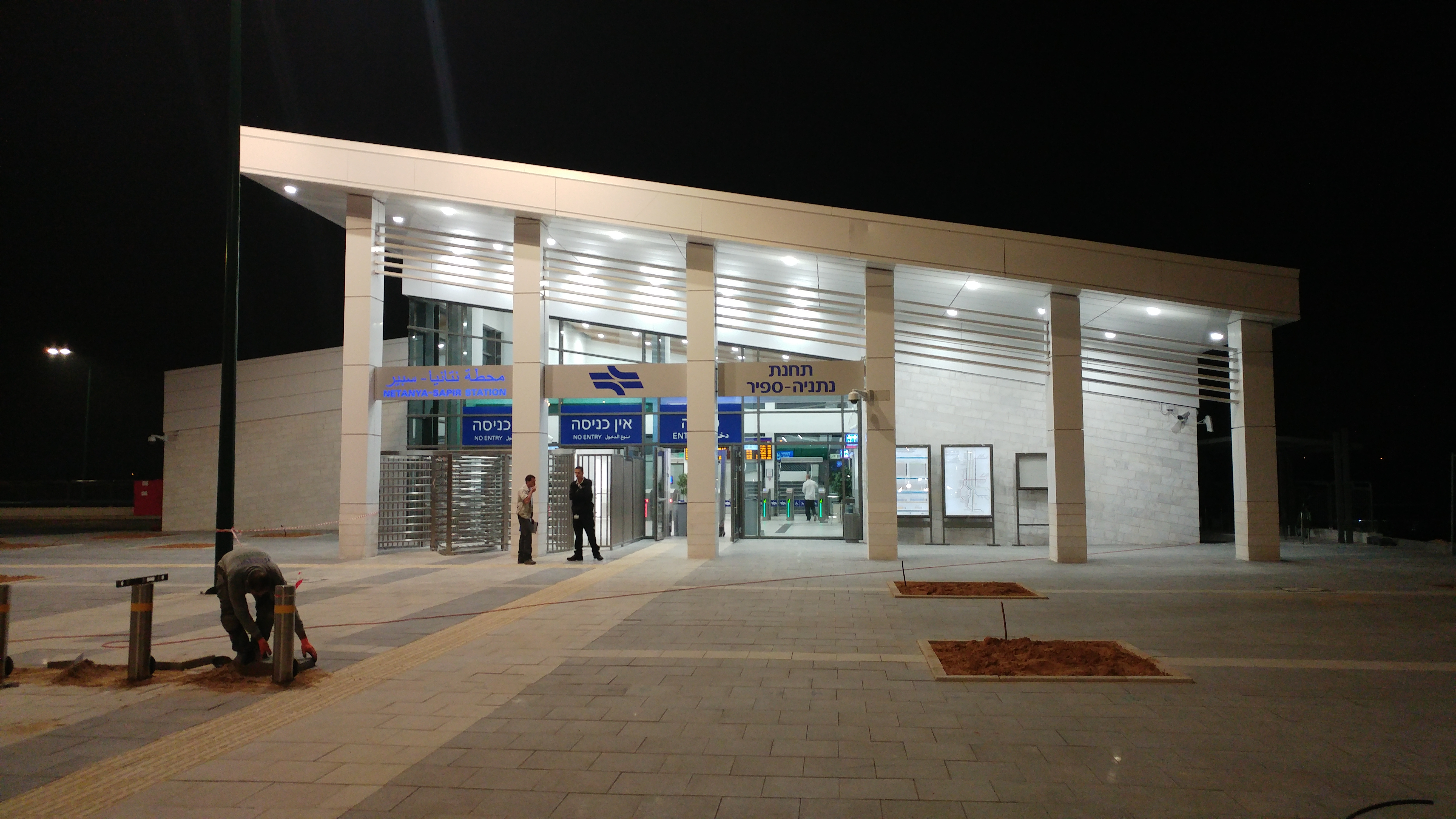
Железнодорожная станция Нетании
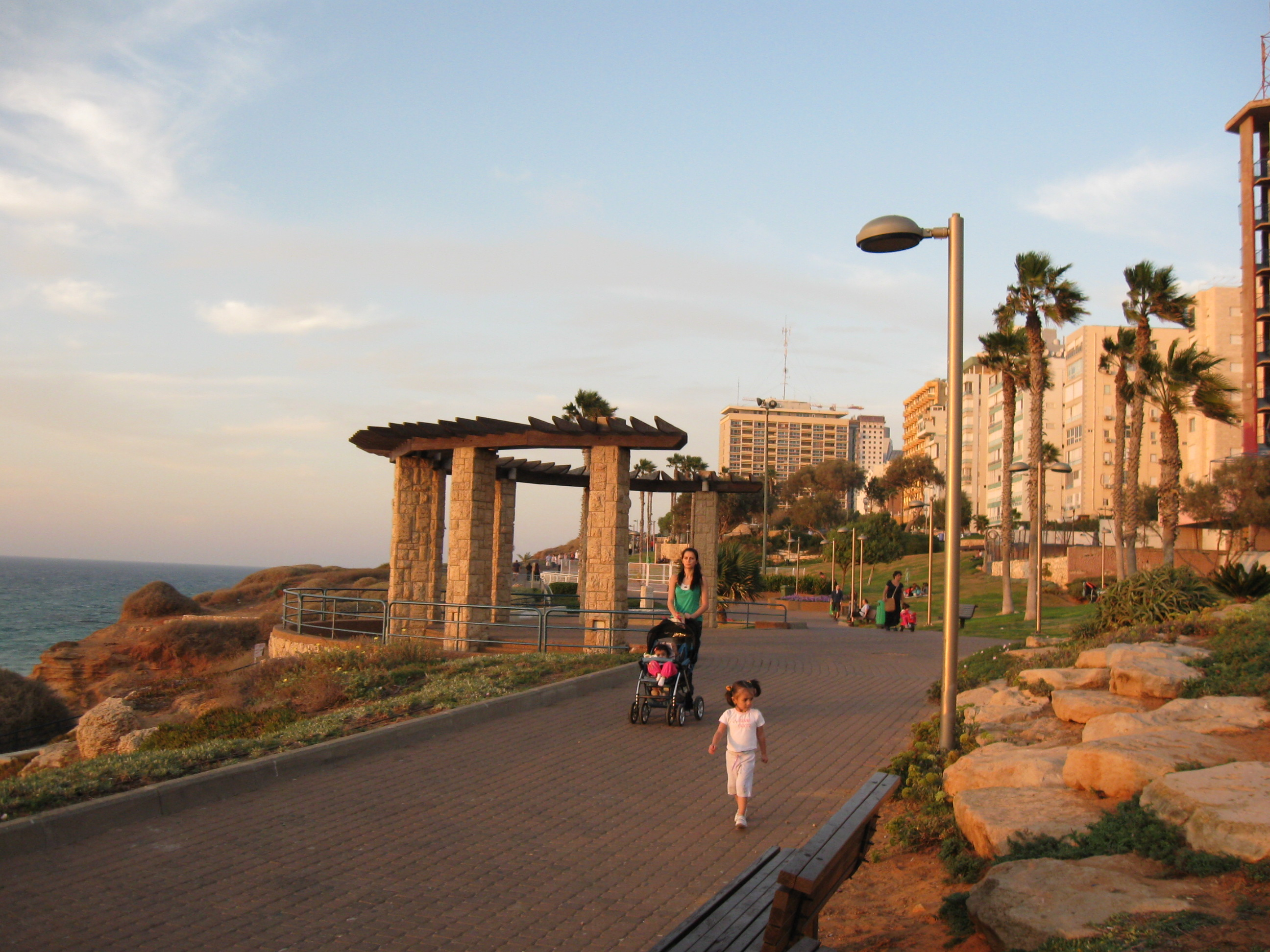
Набережная Нетании
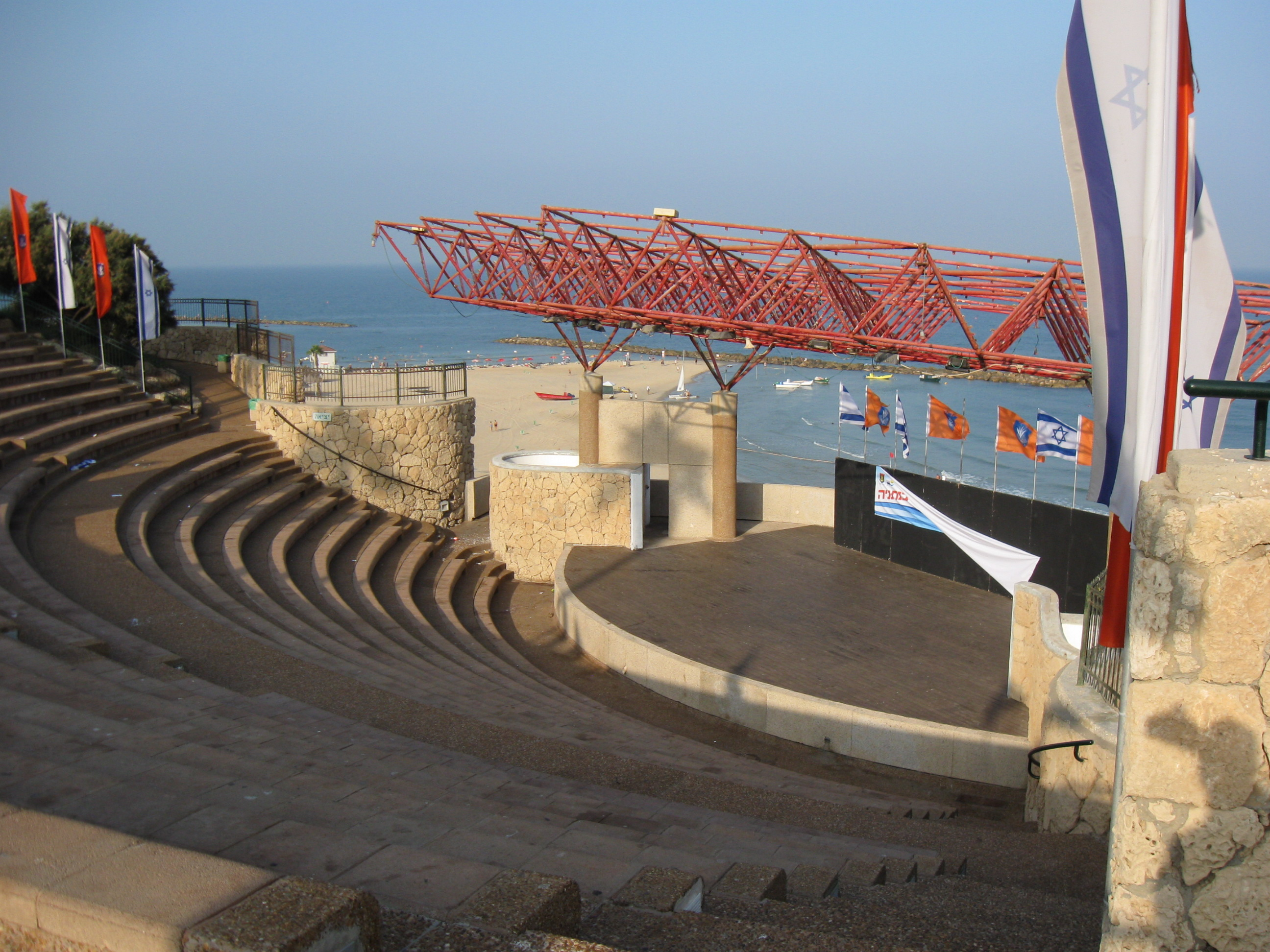
Амфитеатр на набережной